# Ронки ди Кампаниле (Падова)
Ронки ди Кампаниле је насеље у Италији у округу Падова, региону Венето.
Према процени из 2011. у насељу је живело 1037 становника. Насеље се налази на надморској висини од 18 м.